# Weltkulturerbe der UNESCO
Weltkulturerbe der UNESCO ist eine Briefmarkenserie, die seit 1990 in der Bundesrepublik Deutschland erscheint. Die Serie zeigt in lockerer Folge UNESCO-Welterbestätten. Der Michel-Katalog nennt die Serie auch Kultur- und Naturerbe der Menschheit.
Alle in DM-Zeiten ausgegebene Briefmarken waren ursprünglich unbeschränkt frankaturgültig. Durch die Einführung des Euro als europäische Gemeinschaftswährung zum 1. Januar 2002 wurde diese Regelung hinfällig. Die Briefmarken, die mit Pfennigwerten herausgegeben wurden, konnten bis zum 30. Juni 2002 aufgebraucht werden. Ein Umtausch war noch bis zum 30. September in den Filialen der Deutschen Post möglich, danach bis zum 30. Juni 2003 zentral in der Niederlassung Philatelie der Deutsche Post AG in Frankfurt.
Bei der Wahl zur schönsten Briefmarke Deutschlands 2007 gewann die Blockausgabe Limes (Michel-Nummer: 2623 bzw. Block 72) aus der Serie „Weltkulturerbe der UNESCO“ den ersten Platz. Bei der Wahl zur schönsten europäischen Briefmarke erreichte der Block den zweiten Platz mit 14,84 % der Stimmen. Der erste Platz ging an die Schweiz (15,44 %) mit dem Block: „Tag der Briefmarke – Kloster Einsiedeln“.

## Liste der Marken
Legende
- Bild: Eine bearbeitete Abbildung der genannten Marke. Das Verhältnis der Größe der Briefmarken zueinander ist in diesem Artikel annähernd maßstabsgerecht dargestellt. Sollten keine Marken abgebildet sein, liegt es daran, dass das Urheberrecht des Künstlers noch nicht erloschen ist.
- Beschreibung: Eine Kurzbeschreibung des Motivs und/oder des Ausgabegrundes. Bei ausgegebenen Serien oder Blocks werden die zusammengehörigen Beschreibungen mit einer Markierung versehen eingerückt.
- Wert: Der Frankaturwert der einzelnen Marke in der im Tabellenkopf genannten Währungseinheit. Ein „+“ bedeutet, dass es sich um eine Zuschlagsmarke handelt (= Frankaturwert + Spende).
- Ausgabedatum: Das Datum des erstmaligen Verkaufs dieser Briefmarke.
- Auflage: Soweit bekannt, wird hier die zum Verkauf angebotene Anzahl dieser Ausgabe angegeben.
- Entwurf: Soweit bekannt, wird hier angegeben, von wem der Entwurf dieser Marke stammt.
- Mi.-Nr.: Diese Briefmarke wird im Michel-Katalog unter der entsprechenden Nummer gelistet.

| Sondermarken (in DM) |                                                    |                  |                    |            |                                     |         |
| Bild                 | Beschreibung                                       | Werte in Pfennig | Ausgabe- datum     | Auflage    | Entwurf                             | Mi.-Nr. |
|                      | Folge: I Altstadt Lübeck                           | 100              | 12. Januar 1990    | 28.780.000 | Otto Rohse                          | 1447    |
|                      | Folge: II Alte Völklinger Hütte                    | 100              | 14. August 1996    | 24.780.000 | Rolf Lederbogen                     | 1875    |
|                      | Folge: III Altstadt Bamberg                        | 100              | 12. September 1996 | 25.500.000 | Isolde Monson-Baumgart              | 1881    |
|                      | Folge: IV Schlösser Augustusburg und Falkenlust    | 100              | 8. April 1997      | 28.550.000 | Vera Braesecke-Kaul und Hilmar Kaul | 1913    |
|                      | Folge: V Kloster Maulbronn                         | 100              | 22. Januar 1998    | 20.000.000 | Rolf Lederbogen                     | 1966    |
|                      | Folge: VI Grube Messel                             | 110              | 20. August 1998    | 25.000.000 | Isolde Monson-Baumgart              | 2006    |
|                      | Würzburger Residenz Parallelausgabe mit China      | 110              | 20. August 1998    | 21.000.000 | Xiao Yutian                         | 2007    |
|                      | Puning-Tempel in Chengde Parallelausgabe mit China | 110              | 20. August 1998    | 21.000.000 | Xiao Yutian                         | 2008    |

| Sondermarken (in Euro) | |                   |                    |                                  |                                  |                |
| Bild | Beschreibung | Werte in Eurocent | Ausgabe- datum     | Auflage                          | Entwurf                          | Mi.-Nr.        |
| | Folge: VII Gartenreich Dessau-Wörlitz (Schloss Wörlitz und Wörlitzer See)                                                                                                  | 56                | 2. Mai 2002        | 50.000.000                       | Hannelore Heise                  | 2253           |
| | Folge: VIII Museumsinsel Berlin | 56                | 8. August 2002     | 22.560.000                       | Heinz Schillinger                | 2274           |
| | Folge: IX Gartenreich Dessau-Wörlitz selbstklebend aus Markenheftchen | 56                | 8. August 2002     | 76.920.000                       | Hannelore Heise                  | 2277 MH 49     |
| | Folge: X Kölner Dom | 55                | 6. März 2003       | 50.100.000                       | Joachim Rieß                     | 2329           |
| | Folge: XI Kölner Dom Selbstklebend aus Rollen | 55                | 6. März 2003       | 263.860.700                      | Joachim Rieß                     | 2330           |
| | Bauhausstätten in Weimar und Dessau | 55                | 7. April 2003      | 18.000.000                       | Sybille und Fritz Haase          | 2394           |
| | Oberes Mittelrheintal | 55                | 4. Mai 2006        | 10.500.000 davon 125.000 auf ETB | Dieter Ziegenfeuter              | 2536           |
| | Oberes Mittelrheintal selbstklebend aus Markenheftchen | 55                | 4. Mai 2006        | 295.485.000                      | Dieter Ziegenfeuter              | 2537 MH 63     |
| | Riga, Stralsund und Wismar (Gemeinschaftsausgabe mit Lettland) | 65                | 12. Juli 2007      | 8.000.000 davon 105.000 auf ETB  | Sibylle und Fritz Haase          | 2614           |
| | Riga, Stralsund und Wismar (Gemeinschaftsausgabe mit Lettland) | 70                | 12. Juli 2007      | 8.100.000 davon 105.000 auf ETB  | Sibylle und Fritz Haase          | 2615           |
| | Limes (Blockausgabe) | 55                | 11. Oktober 2007   | 2.968.000 davon 105.000 auf ETB  | Annegret Ehmke                   | 2623, Block 72 |
| | Klosterinsel Reichenau Grafische Darstellung der Insel Reichenau mit Teilausschnitten aus einem Liturgischen Lesebuch (links) und aus einer gotischen Wandmalerei (rechts) | 45                | 2. Januar 2008     | 9.600.000 davon 95.000 auf ETB   | Ernst Kößlinger                  | 2637           |
| Klosterinsel Reichenau Grafische Darstellung der Insel Reichenau mit Teilausschnitten aus einem Liturgischen Lesebuch (links) und aus einer gotischen Wandmalerei (rechts) selbstklebend aus Markenheftchen | 45 | 2. Januar 2008    | 159.949.000        | Ernst Kößlinger                  | 2642 MH 71                       |                |
| | Luthergedenkstätten in Eisleben und Wittenberg (Gemeinschaftsausgabe mit den Vereinten Nationen)                                                                           | 145               | 7. Mai 2009        | 6.200.000 davon 85.000 auf ETB   | Grit Fiedler                     | 2736           |
| | 1000 Jahre St. Michaelis Hildesheim | 220               | 2. Januar 2010     | 4.750.000 davon 74.000 auf ETB   | Bianca Becker und Peter Kohl     | 2774           |
| | Tempel Yakushi-ji in Nara (Gemeinschaftsausgabe mit Japan) | 55                | 3. Februar 2011    | 5.910.000 davon 67.500 auf ETB   | Dieter Ziegenfeuter              | 2844           |
| | Altstadt Regensburg mit Dom (Gemeinschaftsausgabe mit Japan) | 75                | 3. Februar 2011    | 6.900.000 davon 67.500 auf ETB   | Dieter Ziegenfeuter              | 2845           |
| | Altstadt Regensburg mit Dom selbstklebend aus Folienblatt | 75                | 3. Februar 2011    | 72.629.000                       | Dieter Ziegenfeuter              | 2850 FB 14     |
| | Kirchenburg Birthälm (Gemeinschaftsausgabe mit Rumänien) | 75                | 15. September 2011 | 5.700.000 davon 67.500 auf ETB   | Razvan Popescu                   | 2889           |
| | Muskauer Park (Gemeinschaftsausgabe mit Polen) | 90                | 12. Juli 2012      | 5.287.000 davon 60.200 auf ETB   | Marzanna Dabrowska               | 2944           |
| | 1250 Jahre Kloster Lorsch | 60                | 2. Januar 2014     | 5.170.000 davon 51.000 auf ETB   | Harry Scheuner                   | 3050           |
| | 100 Jahre Fagus-Werk | 60                | 2. Oktober 2014    | 5.220.000 davon 51.000 auf ETB   | Christof Gassner                 | 3105           |
| | Kloster Corvey | 70                | 1. März 2016       | 4.547.000 davon 42.000 auf ETB   | Daniela Haufe und Detlef Fiedler | 3220           |
| | Bergwerk Rammelsberg, Altstadt von Goslar und Oberharzer Wasserwirtschaft                                                                                                  | 145               | 13. April 2017     | 3.777.000 davon 37.000 auf ETB   | Nina Clausing                    | 3299           |